# بحر المانش

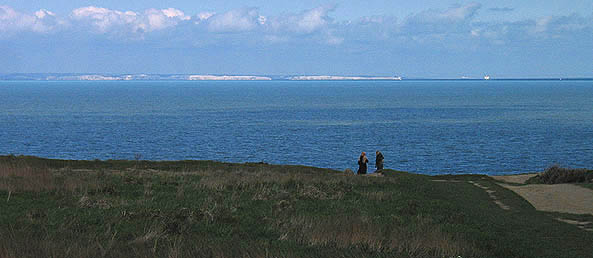
مشهد من دوفر باتجاه فرنسا

قناة المَانش أو المَانش (بالفرنسية: La Manche) عند الفرنسيين والقناة الإنجليزية (بالإنجليزية: English Channel) عند الإنجليز، هو جزء من المحيط الأطلسي الذي يفصل بريطانيا عن فرنسا ويربط بحر الشمال بالمحيط الأطلسي. يبلغ طوله حوالي 563 كم، أما عرضه فيبلغ 240 كم عند أوسع نقطة، و34 كم عند أضيق نقطة بين مضيق دوفر وحد نيز جريس. خلال فترة الهيمنة الرومانية، كانت القناة تعرف باسم بريتانيكوس (أي البريطانية، نسبة إلى بريطانيا في فرنسا)، وحتى حوالي 1549 م كانت تعرف باسم البحرية البريطانية.
القناة ضحلة نسبيا، فيبلغ متوسط عمقها حوالي 120 م في تخفيض نحو 45 م بين دوفر وكاليه. يوجد فيها العديد من الجزر الصغيرة من أشهرها جزيرة جيرزي وجزيرة جيرنزي وايلفوايت. يمر أسفلها نفق المانش الذي يربط فرنسا ببريطانيا وتم إنشائه عام 1994م. وكان أيضا هذا البحر محفلا لتتويج بعض السباحين وتربعهم القمه في السباحة وكان عبوره ليس بالأمر السهل لشدة برودته.

## التاريخ البشري

### الطريق إلى بريطانيا
عثِر على بقايا حوض لبناء القوارب يعود إلى العصر الحجري الأوسط في جزيرة وايت. كان القمح يقايض عبر القناة قبل نحو 8000 عام. «... ربطت الشبكات الاجتماعية المتطورة ما بين الجبهة النيوليثية (العصر الحجري الحديث) في جنوب أوروبا والشعوب الميزوليثية (العصر الحجري الأوسط) في شمال أوروبا». كانت قوارب فيريبي، وقوارب هانسون الخشبية، وقوارب دوفر العائدة للعصر البرونزي قادرةً على عبور القناة، وهي تنقل حمولةً كبيرةً على متنها.
أشار كل من ديودور الصقلي وبلينيوس إلى ازدهار التجارة بين القبائل الكلتية المتمردة في منطقة أرموريكا وبريطانيا إبان العصر الحديدي. غزا يوليوس قيصر المنطقة في عام 55 ق.م، مدعيًا أن البريطونيون كانوا قد أعانوا قبيلة فينتي عليه خلال العام السابق. استطاع الأخير إحراز نجاح أكبر في عام 54 ق.م. غير أن توطيد بريطانيا كجزء من الإمبراطورية الرومانية بصورة كاملة لم يحصل إلا بعد غزو أولوس بلاوتيوس في عام 43 م. ظهرت تجارة نشطة ومنتظمة بين الموانئ في بلاد الغال الرومانية وتلك الواقعة في بريطانيا. استمرت هذه الحركة حتى نهاية الحكم الروماني في بريطانيا عام 410 م، وبعدها ترك الأنجلوسكسونيون الأوائل سجلات تاريخية أقل وضوحًا.
باشر الأنجليون، والساكسون، والجوتيون الجرمان الهجرة الكبيرة التالية عبر بحر الشمال، وذلك على خلفية الفراغ السياسي الذي تركه الرومان عقب انسحابهم. عبر العديد من أفراد هذه القبائل القناة خلال عصر الهجرات، بعد أن استخدمهم الرومان كمرتزقة في بريطانيا، وغزوا المنطقة، ويحتمل أنهم هجروا السكان الكلتيين الأصليين.

### الشماليون والنورمان
يعتبر الهجوم على جزيرة ليندسفارن في عام 793 بداية عصر الفايكينغ. بسط الغزاة الإسكندنافيون القادمون من النرويج والسويد والدنمارك سيطرتهم على بحر الشمال على مدى الـ250 عامًا التالية، وأغاروا على الأديرة والمنازل والبلدات الواقعة على طول الساحل وعلى طول الأنهار الممتدة نحو الداخل. تذكر الوقائع الأنجلوسكسونية أنهم بدأوا بالاستيطان في بريطانيا خلال عام 851، وواصلوا الاستيطان في الجزر البريطانية والقارة حتى عام 1050 تقريبًا، إذ سجلت بعض الغارات على طول ساحل القناة في إنجلترا، وشمل ذلك ويرهام، وبورتلاند، وموقع بالقرب من وايمث، وعلى طول نهر التين في ديفون.
أنشأت إقطاعية نورماندي لقائد الفايكينغ رولو (المعروف كذلك باسم روبرت من نورماندي). كان رولو قد حاصر مدينة باريس، ولكنه دخل في تبعية إقطاعية مع ملك الفرنجة الغربيين شارل البسيط من خلال معاهدة سان كلير سور إيبت في عام 911. كان القانون قد سمح لرولو بالحصول على الأراضي التي سبق له ولحلفاءه من الفايكينغ احتلالها، وذلك مقابل تقديم إجلاله وإخلاصه. يعكس اسم «نورماندي» أصول رولو كرجل من الفايكينغ (أي من «الشماليين»).
تبنى أحفاد رولو وأتباعه اللغة الغالو-رومانسية المحلية، وتزاوجوا مع سكان المنطقة ليصبحوا النورمان - وهم عبارة عن مزيج نورماني ناطق باللغة الفرنسية شمل كلًا من الإسكندنافيين، والشماليين الإيرلنديين، والأوركاديين، والدنماركيين الإنجليز، والفرنجة والغاليين الأصليين.
غدا أحد أحفاد رولو، ألا وهو ويليام دوق نورماندي، ملكًا لإنجلترا في عام 1066، خلال الفتح النورماندي بدءًا من معركة هاستينغز، في حين احتفظ بإقطاعية نورماندي لنفسه ولأحفاده. استولت فرنسا تحت قيادة فيليب الثاني على بر نورماندي الرئيسي من إنجلترا خلال عهد الملك جون في عام 1204. أما جزر نورماندي (جزر القنال) فظلت واقعةً تحت السيطرة الإنجليزية. اعترف هنري الثالث ملك إنجلترا بشرعية الممتلكات الفرنسية في بر نورماندي الرئيسي بمقتضى ما جاء في معاهدة باريس في عام 1259. ومع ذلك، فغالبًا ما حارب خلفاؤه لاستعادة السيطرة على بر نورماندي الرئيسي.
بدأ بحر الشمال والقناة بخسارة جزء من أهميتهما على إثر صعود ويليام الفاتح. إذ وجه النظام الجديد معظم تجارة إنجلترا وإسكندنافيا صوب الجنوب، باتجاه البحر الأبيض المتوسط والمشرق.
يحتفظ ملك المملكة المتحدة بلقب دوق نورماندي في ما يتعلق بجزر القنال، وذلك على الرغم من تخلي البريطانيين عن مطالبهم في بر نورماندي الرئيسي وغيرها من الممتلكات الفرنسية الأخرى في عام 1801. تعد جزر القنال (باستثناء تشوزي) ملحقات تابعة للتاج البريطاني. وبالتالي فإن النَخب الملكي في جزر القنال هو «الملك، دوقنا». ومن المفهوم أن العاهل البريطاني ليس دوق نورماندي في ما يختص بمنطقة نورماندي الفرنسية المشار إليها هنا، وذلك بمقتضى ما جاء في معاهدة باريس لعام 1259، وبحكم تخليهم عن الممتلكات الفرنسية في عام 1801، والاعتقاد أن حقوق الخلافة على ذلك اللقب تخضع للقانون السالي الذي يستبعد التوارث من خلال الورثة الإناث.
احتلت قوات إنجليزية منطقة نورماندي الفرنسية خلال حرب المئة عام في الفترة الممتدة من عام 1346 حتى عام 1360، ومرة أخرى خلال الفترة الممتدة من عام 1415 حتى عام 1450.

### إنجلترا وبريطانيا: قوة بحرية عظمى
انصب تركيز السياسة الخارجية الإنجليزية بدءًا من عهد الملكة إليزابيث الأولى على منع حدوث غزو عبر القناة من خلال ضمان عدم وقوع الموانئ الهولندية والفلمنكية تحت سيطرة أي قوة أوروبية كبرى، وذلك نظرًا لاحتمال استخدام هذه الموانئ لشن غزو. بدأ صعود إنجلترا كقوة بحرية عالمية بارزة بعد إحباطهم محاولة غزو فيلق الأرمادا الإسباني في عام 1588، نظرًا للتكتيكات البحرية المتميزة التي سخرها الإنجليز والهولنديون تحت قيادة إيرل نوتنغهام الأول، تشارلز هوارد، والسير فرانسيس دريك كثاني رجل في تسلسل القيادة، فضلًا عن الطقس العاصف الذي تبع ذلك. شهدت البحرية الملكية نموًا بطيئًا على مر القرون لتغدو الأقوى في العالم.
كان بناء الإمبراطورية البريطانية ممكنًا فقط لأن البحرية الملكية تمكنت في نهاية المطاف من بسط سيطرتها المطلقة على البحار المحيطة بأوروبا، ولا سيما القناة وبحر الشمال. حاولت فرنسا شن غزو على بريطانيا خلال حرب السنوات السبع. وتحقيقًا لأربها، كان على فرنسا السيطرة على القناة لأسابيع عدة، ولكن أُحبِطت محاولتها بعد الانتصار البحري البريطاني في معركة خليج كويبيرون في عام 1759، وباءت فرنسا بالفشل (وقع آخر إنزال فرنسي على التراب الإنجليزي خلال الإغارة على بلدة تينموث في عام 1690، وذلك رغم أن آخر إغارة فرنسية على التراب البريطاني حصلت على بلدة فيشغارد في ويلز عام 1797).
كانت الحروب النابليونية إحدى التحديات الكبيرة الأخرى التي واجهتها الهيمنة البريطانية على البحار. إذ دارت رحى معركة طرف الغار قبالة سواحل إسبانيا ضد أسطول فرنسي وإسباني مشترك، وفاز بها الأدميرال هوراشيو نيلسون، منهيًا مخططات نابليون لشن غزو عبر القناة، وضامنًا هيمنة بريطانيا على البحار لأكثر من قرن.

### الحرب العالمية الأولى
اعترف لورد الأدميرالية البحرية الأول فيشر بالأهمية الإستراتيجية الاستثنائية التي تمتعت بها القناة كأداة لفرض الحصار البحري في السنوات التي سبقت الحرب العالمية الأولى: «خمسة مفاتيح تقفل العالم! سنغافورة، ورأس الرجاء الصالح، والإسكندرية، وجبل طارق، ودوفر». ومع ذلك، قام لويس بليريو بأول عبور للقناة على متن طائرة من كاليه إلى دوفر بتاريخ 25 يوليو عام 1909. أنذر عبور بليريو بحصول تغير في وظيفة القناة بوصفها حاجزًا وخندقًا مائيًا يحمي إنجلترا من أعدائها الأجانب.

## وصلات خارجية
- Full Channel swim lists and swimmer information
- Oceanus Britannicus or British Sea
- Channel swimmers website
- Archives of long distance swimming
- Channel Swimming and Piloting Federation
- Channel Swimming Association
- World War II Eye Witness Account – Audio Recording Air Battle over the English Channel (1940)
- Projet PANACHE, Site officiel et PANACHE sur facebook
- (بالإنجليزية) Projet Nostra
- Initiative VALMER نسخة محفوظة 28 مارس 2014 على موقع واي باك مشين.
- Atlas-transmanche
- Programme CHARM
- Channelcoast
- Observatoire du littoral نسخة محفوظة 23 أبريل 2011 على موقع واي باك مشين.
- Programme ESPON
- projet CAMIS : Sous l’eau Morphologie sous-marine et ressources halieutiques de l'espace transmanche[وصلة مكسورة]